# Alfred von Fabrice

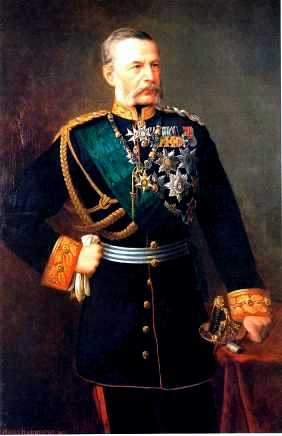
Alfred von Fabrice

Georg Friedrich Alfred Graf von Fabrice (* 23. Mai 1818 in Quesnoy-sur-Deûle bei Lille; † 25. März 1891 in Dresden) war ein sächsischer General der Kavallerie und Politiker. Er war von 1866 bis 1891 sächsischer Kriegsminister und von 1876 bis zu seinem Tod Vorsitzender des Gesamtministeriums (Regierungschef) des Königreichs Sachsen.

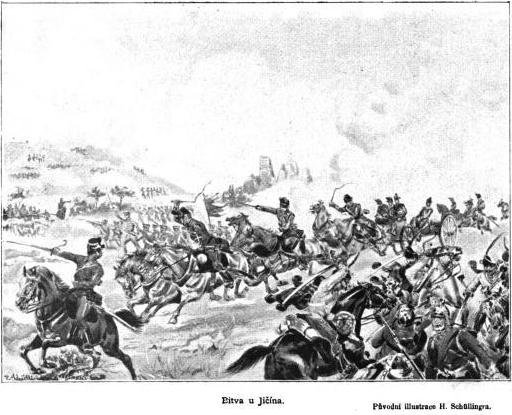
Schlacht bei Gitschin am 29. Juni 1866

## Herkunft
Alfred von Fabrice war ein Sohn des sächsischen Generalleutnants Friedrich Joseph Anton von Fabrice (1786–1850), der als Teil der Besatzungsarmee nach dem Sieg über Napoleon in Frankreich verblieben war. Seine Mutter war Charlotte Luise, geborene von Weißenbach (1798–1855). Weitere Söhne und damit seine Brüder waren Oswald von Fabrice (1820–1898) und Bernhard von Fabrice (1827–1866).

## Leben
Alfred trat 1831 aus dem Kadettenkorps in die sächsische Reiterei ein. Als Rittmeister nahm er am schleswig-holsteinischen Krieg 1849 teil, wurde 1850 in den Generalstab berufen und war als Oberst zwischen 1863 und 1864 Generalstabschef des Bundesexekutionskommandos in Holstein.
1865 wurde Fabrice zum Generalmajor und Chef des Generalstabs befördert, im Deutschen Krieg (1866) – an dem Sachsen gegen Preußen teilnahm – diente er unter dem Kronprinzen Albert von Sachsen. Die Operationen des sächsischen Armeekorps in Böhmen führte er mit großem Geschick. Am 29. Juni 1866 fiel in der Schlacht bei Gitschin (Böhmen) sein Bruder Bernhard von Fabrice im Krieg gegen Preußen.
Nach dem Friedensschluss wurde er im Oktober mit der Leitung des sächsischen Kriegsministeriums betraut und im Dezember zum Generalleutnant befördert. Fabrice schloss mit Preußen die lange bestehende Militärkonvention ab und führte die Umgestaltung der sächsischen Armee zum XII. Armee-Korps des Norddeutschen Bundes nach preußischem Muster rasch durch.
Beim Ausbruch des Deutsch-Französischen Kriegs 1870/1871 wurde Fabrice zum Generalgouverneur für den Bezirk des XII. Armee-Korps ernannt und Ende 1870 nach Versailles berufen, wo er die Verwaltung der eroberten nördlichen Départements leitete. Während des Waffenstillstands blieb Fabrice als Vertreter des Reichskanzlers in Frankreich und vermittelte alle zur Durchführung der Friedensvorbereitungen und für die Besatzungsarmee wichtigen Angelegenheiten. Dafür erhielt er später vom Deutschen Reich eine Dotation in Höhe von 100.000 Talern.
Im Juni 1871 kehrte Fabrice nach Dresden nach zurück und wurde 1873 zum General der Kavallerie ernannt. Er organisierte zunächst die innere Organisation des Heeres und richtete dann seine Aufmerksamkeit auf die Kasernierung der vorher größtenteils mangelhaft untergebrachten Truppen. Hierzu hat er mit den Anlagen der Albertstadt in Dresden ein seinerzeit mustergültiges Vorbild geschaffen.
Fabrice wurde im November 1876 zum Vorsitzenden des Staatsministeriums berufen und übernahm 1882 auch noch die Geschäfte des Ministeriums der auswärtigen Angelegenheiten. Zu seinem 50-jährigen Dienstjubiläum 1884 wurde Fabrice von König Albert in den erblichen Grafenstand erhoben.

## Familie

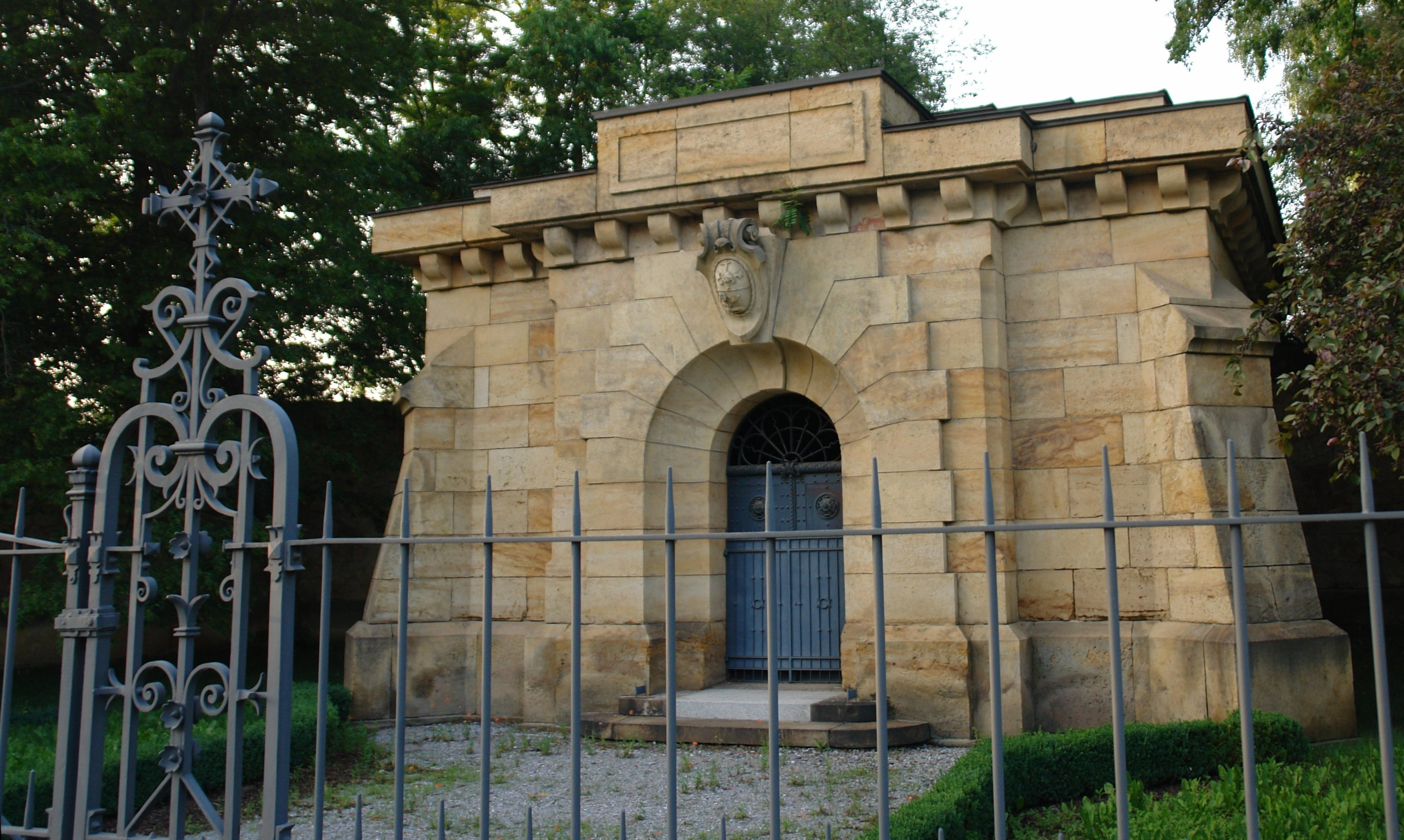
Fabrice-Mausoleum

Georg Friedrich Alfred Graf von Fabrice war mit Anna, geborene Gräfin von der Asseburg verheiratet. Sie hatten vier Kinder, die drei Söhne Eberhard (1851–1942), Alfred (1853–1895) und Friedrich (Fritz) (1856–1933) sowie die Tochter Anna, verh. Henckel von Donnersmark (1854–1905). Er starb am 25. März 1891 in Dresden.

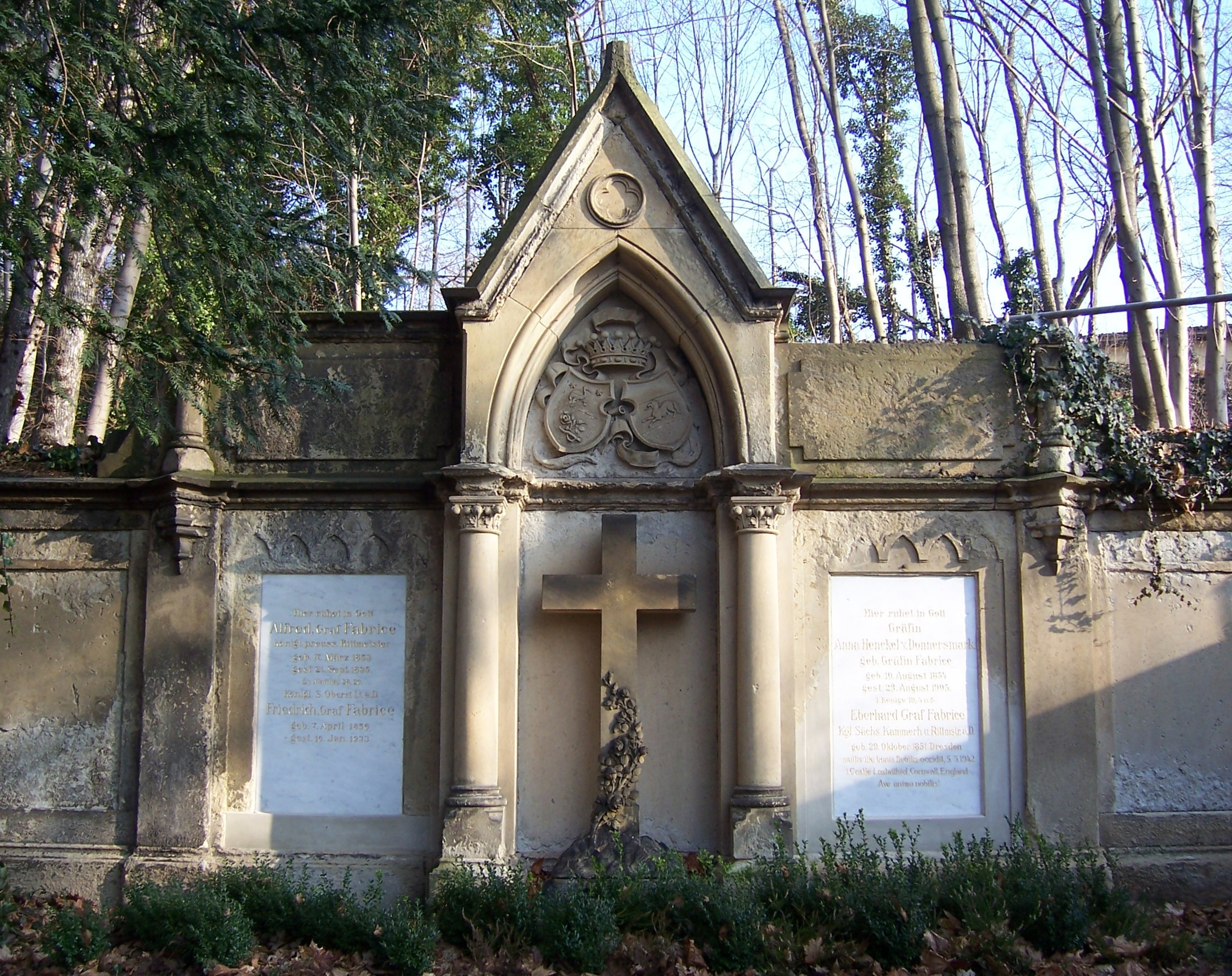
Grab von Fabrice auf dem St.-Pauli-Friedhof in Dresden

Fabrice wurde in einem noch heute existierenden Mausoleum an der heutigen Stauffenbergallee (Nordseite, zwischen Carolabrücke und Marienallee) beigesetzt (siehe die Stadtpläne von Dresden-Albertstadt von 1895 und 1917) und 1950 mit seiner Gattin in das Familiengrab auf dem St.-Pauli-Friedhof umgebettet. Seine Linie starb mit seinen Kindern aus. An ihn erinnert heute in Dresden seit 2012 die Fabrice-Straße.

### Genealogie
- Anna Fabrice-Asseburg, Andrea Engi, Manfred Beyer: Alfred Graf von Fabrice. Die Familiengeschichte des königlich-sächsischen Staats- und Kriegsministers. Beyer Verlag Sachsen für Kultur und Geschichten, Dresden 2008, ISBN 978-3-9809520-8-8.
- Hans Friedrich von Ehrenkrook, Friedrich Wilhelm Euler u. a.: Genealogisches Handbuch der Freiherrlichen Häuser B (Briefadel). (= Band III, Band 31 der Gesamtreihe GHdA).  C. A. Starke Verlag, Limburg an der Lahn 1963, S. 128. ISSN 0435-2408
- Gothaisches Genealogisches Taschenbuch der Gräflichen Häuser 1929, B (Briefadel). Zugleich Adelsmatrikel der Deutschen Adelsgenossenschaft. Justus Perthes, Gotha 1938.
- Gothaisches genealogisches Taschenbuch der freiherrlichen Häuser, 1901, S.171

### Militaria
- Max Dittrich: Staatsminister General Graf Fabrice: Sein Leben und sein Streben. Druck und Verlag A. Arnold, Dresden 1891, DNB 579306755. (books.google.de)
- Johannes Anton Larrass: Geschichte des Königl. Sächs. 6. Infanterie-Regiments No. 105. Druck und Verlag Giesecke & Devrient, Dresden 1887, DNB 361136773. (books.google.de)

### Sekundärliteratur
- Angela von Gans, Monika Groening: Die Familie Gans 1350-1963. Ursprung und Schicksal einer wiederentdeckten Gelehrten- und Wirtschaftsdynastie. Verlag Regionalkultur, Ubstadt-Weiher 2006, ISBN 3-89735-486-1.
- Roland Gräfe: Die Albertstadt in Dresden. Arbeitskreis Sächsische Militärgeschichte e. V., Dresden, ISBN 3-9809520-1-0, S. 21.